# کابوکی‌مونو

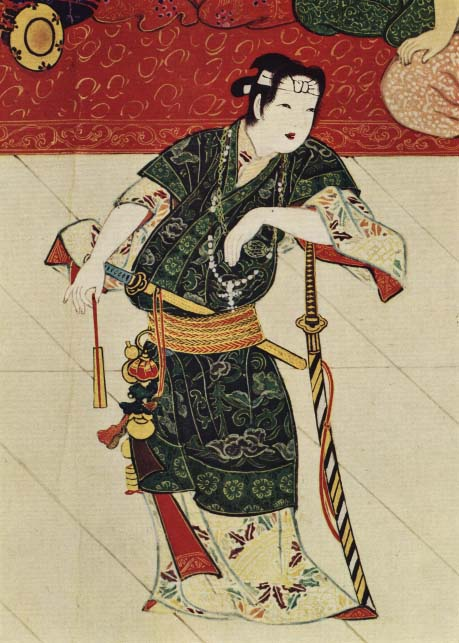
کابوکیمونو گروهی بودند که به سبک عجیب و غریب لباس می‌پوشیدند و عامیانه صحبت می‌کردند که با رفتار غالباً ظالمانه آنها مطابقت داشت.

کابوکیمونو (به ژاپنی: 傾奇者 (カブキもの) Kabukimono) یا هاتاموتو باند خلافکاران سامورایی در تاریخ ژاپن بود. آنها در دوره آزوچی-مومویاما در اواخر دوره موروماچی و اوایل دوره ادو ظاهر شدند. واژه کابوکیمونو به انگلیسی اغلب به چیزهای عجیب یا خل‌وچل‌ها ترجمه شده است. این واژه از «کابوکو» منشأ گرفته که به معنی کجرویی و انحراف است. آنها یا رونین (سامورایی بی ارباب)، یا مردانی بودند که زمانی برای خانواده‌های سامورایی کار می‌کردند که در زمان صلح، باندهای خیابانی را تشکیل می‌دادند.